# Truveri
Truveri (francuski: trouvères, doslovno: pronalazači /tekstova i melodija/, od trouver: naći), je naziv za tri naraštaja pjesnika i glazbenika, djelatnih u Francuskoj sjeverno od rijeke Loire približno između 1150. i 1300. godine. Središta truverskoga pokreta bila su Arras, Troyes i Pariz. Truveri su francuska sjevernjačka verzija trubadura. Njihove forme, sadržaji, melodika i ritmika odgovaraju trubadurskima, ali je jezik truverskoga pjesništva starofrancuski, tzv. langue d’oïl. Broj truverskih imena vrlo je velik, a sačuvano je oko 4000 truverskih tekstova i oko 2000 pripadajućih melodija. Najpoznatiji truveri bili su Chrétien de Troyes (oko 1135. – oko 1183.), Colin Muset (prva polovica 13. stoljeća), Thibaut IV de Champagne (kralj Navare; 1201. – 1253.), prior Gautier de Coinci (umro 1236.), Guiot iz Dijona (djelovao oko 1200. – oko 1230.), Jehan Bretel (umro 1272.) i plodni autor Adam de la Halle (1237. – 1287.), minstrel Roberta II. od Artoisa, čiji je igrokaz Igra o Robinu i Marioni bio jedno od najpopularnijih glazbenoscenskih djela u srednjovjekovnoj Francuskoj.